# 앙골라의 인권
앙골라의 인권은 널리 퍼진 임의 체포와 구금, 고문으로 인해 상황이 좋지 않다. 앙골라의 이미지를 개선하기 위해, 앙골라 정부는 사무엘 국제 어소시에이트 주식회사(Samuels International Associates Inc)를 250만달러에 고용하였다.

## 헌법적 권리
앙골라 국가헌법은 1992년에 법적, 다른 선진 민주국가에서 틀을 잡은 사회적 및 정치적 권리를 보장한다는 내용으로 비준되었다.